# Yahoo! Music Jukebox
Yahoo! Music Jukebox, anciennement connu sous le nom de Yahoo! Music Engine, était un lecteur de musique gratuit créé par Yahoo! en 2005 afin de concurrencer iTunes et Rhapsody sur le marché de la musique numérique. Développé simultanément avec MusicMatch Jukebox, un autre lecteur de musique acquis par Yahoo! en 2004, il a été conçu pour être le principal client de la gamme de services musicaux de Yahoo!, centrés sur 
Yahoo! Music Unlimited, ancien service de streaming musical payant, plate-forme de téléchargement et logiciel de gestion musicale. Début 2008, Yahoo! vendit l'entièreté de ses actifs musicaux à Rhapsody de RealNetworks, dont Yahoo! Music Jukebox qui fut remplacé par un lecteur de musique basé sur le Web.

## Histoire
L'idée d'un lecteur de musique dédié est née à partir du moteur de recherche audio Yahoo!, divisé en deux segments : les fichiers audio librement trouvés sur le Web ; de la musique sous licence Yahoo! Music qui peut être recherchée selon plusieurs critères (par exemple, artiste, titre, album, etc.) et téléchargée pour un prix, généralement 1 dollar par piste,. Yahoo!, souhaitant un produit qui concurrencerait iTunes d'Apple, a acquis Mediacode - une startup de musique numérique fondée par les anciens développeurs de Nullsoft Ian Rogers et Robert Lord - en 2004 pour créer son service de streaming musical interne et y implémenter un lecteur multimédia comme client principal de ce service.

## Fonctionnalités
Les fonctionnalités présentes étaient l'extraction et la gravure de CD, l'accès à la webradio LAUNCHcast et à Yahoo! Music Unlimited, la création de playlists, le transfert de musique vers des lecteurs MP3 et des clés USB. Le programme permettait aux utilisateurs de Yahoo! Messenger de diffuser de la musique entre eux (à ne pas confondre avec le téléchargement et le partage de fichiers) et parcourir les listes de lecture des autres. Seuls les abonnés à Yahoo! Unlimited pouvaient cependant ajouter des chansons entières à leurs collections. Les non-abonnés étaient limités.
On pouvait extraire des chansons dans divers formats, notamment .wav, .mp3 et .wmv. En revanche, on ne pouvait pas extraire de chansons au format .wma, même si les chansons achetées sur Yahoo! étaient codées en utilisant ce format. Autre problème, en lien avec le graveur de CD : il pouvait graver des CD .mp3, cependant, le lecteur était incapable de lire un CD de ce format.
Le moteur proposait également un certain nombre de plug-ins disponibles en téléchargement gratuit sur le site officiel. N'importe qui pouvait créer des plug-ins ou des "skins" afin de modifier le comportement du moteur.
Yahoo! encourageait fortement les utilisateurs de MusicMatch Jukebox à passer vers la dernière version de Yahoo! Music Jukebox. Les deux produits avaient des fonctionnalités différentes. MusicMatch Jukebox possédait davantage de fonctionnalités, tandis que YMJ était une version allégée.

## Configurations requises
YMJ nécessitait Microsoft Windows XP avec Service Pack 2 (32 bits) ou Windows Vista (32 ou 64 bits) avec Internet Explorer 6 ou version ultérieure et Windows Media Player 9 ou version ultérieure. L'ordinateur devait également disposer d'au moins un Pentium III 300 Processeur MHz et 128 Mo de RAM. Étant donné que YMJ dépendait de ActiveX, une technologie développée par Microsoft, il est peu probable qu'il ait été porté sur d'autres systèmes d'exploitation.

## Fermeture
En février 2008, Yahoo! a vendu tout ses actifs musicaux à Rhapsody. Les serveurs ont été arrêtés fin septembre 2008. À la suite de cela, n'ayant aucun moyen d'accéder à leurs chansons, celles-ci étant désormais protégées, les anciens clients de YMJ ont pu télécharger une version sans protection depuis Rhapsody.
Depuis l'été 2008, YMJ ne diffuse plus de contenu en ligne. Le Jukebox peut toujours être utilisé pour gérer la musique achetée et la musique locale, mais ne se connecte plus à aucun service en ligne. Si l'on veut continuer à diffuser Yahoo! Music, on doit se rendre sur music.yahoo.com et écouter « Ma station » sur le site Web.